# Mion Mukaichi
Mion Mukaichi (向井地 美音, Mukaichi Mion, Saitama, 29 de janeiro de 1998)  é um membro do grupo feminino ídolo japonês AKB48. Ela é membro do Time A do AKB48 e é a atual Gerente Geral do Grupo.

## Biografia
Mukaichi nasceu na prefeitura de Saitama. Ela jogou tênis da 1 ª série na escola primária até a 3 ª série na escola secundária.

### Carreira
Antes de se juntar ao grupo, Mukaichi era uma atriz infantil, representada pela agência de talentos Central G. Ela desistiu na 5ª série para se concentrar em seus estudos, e depois de entrar na escola secundária, ela foi representada pela agência de talentos Ii Conceito. Ela apareceu em vários dramas de televisão, como Unfair, e filmes, como Unfair: The Movie .
Em janeiro de 2013, Mukaichi participou e passou nas audições de 15ª geração do AKB48, juntando-se ao grupo como um membro estagiário. Em fevereiro de 2014, durante o Daisokaku Matsuri do grupo, Mukaichi foi promovida para o Time 4. Em abril de 2014, Mukaichi foi selecionada como o centro (intérprete principal) para a música " Heavy Rotation", depois de ter sido indicada por Yuko Oshima, que estava se formando. Ela também estrelou Sailor Zombie como um papel convidado no episódio 2. Mukaichi foi selecionada para cantar a 38ª faixa-título do grupo, " Kibouteki Refrain". Esta foi sua primeira vez como um dos membros selecionados.
Mukaichi estrelou o filme Unfair: The End, a parte final da série "Unfair", que foi lançada em setembro de 2015. O produtor, que não conhecia Mukaichi, juntou-se ao AKB48, disse que o papel de Mukaichi era muito importante e que, mesmo que Mukaichi abandonasse a indústria do entretenimento, ele gostaria que ela voltasse para este papel. Ela recebeu a posição central no 44º single do grupo "Tsubasa wa Iranai ", que foi lançado em 1 de junho de 2016. Nas eleições gerais do AKB48 no mesmo ano, ela ficou em 13º com 47.094 votos e entrou no Senbatsu no 45º single do AKB48.
Em junho de 2018, ela ficou em 13º no Senbatsu Sousenkyo e revelou que pretendia se tornar a próxima Gerente Geral do Grupo AKB48. Em dezembro, durante a celebração do 13º aniversário do grupo no Teatro AKB48, a atual Gerente Geral Yui Yokoyama nomeou Mukaichi como sua sucessora e afirmou que ela permaneceria para guiá-la até que ela estivesse pronta para assumir a posição. Mukaichi assumiu oficialmente a posição de Gerente Geral em 1 de abril de 2019.
Em 21 de janeiro de 2020, para comemorar o décimo quinto aniversário do AKB48, foi anunciado que os membros do grupo iniciariam seus canais individuais no YouTube. Essa iniciativa foi proposta por Mukaichi para fornecer aos membros uma saída para expressar seu apelo individual ao público em geral, após o cancelamento de programas televisivos AKB48 de longa duração, como AKBingo! e AKB48 Show! Seu canal conjunto com os membros do AKB48, Nana Okada, Yuiri Murayama e Mogi Shinobu, se chama YuuNaaMogiOn Channel (ゆうなぁもぎおんチャンネル), que foi lançado no mesmo dia

## Filmografia

### Cinema
- Bayside Shakedown 2 (2003), Rikako[19]
- Injusto: O Filme (2007), Sato Mio[20]
- Gegege no Kitaro: Kitaro and the Millennium Curse (ゲゲゲの鬼太郎 千年呪い歌)  (2008), Haruka[21]
- Twilight Syndrome - Dead Go Round (トワイライトシンドローム デッドクルーズ)  (2008)
- Injusto: O Fim (2015), Sato Mio[22]

### Variedade de TV
- SMAP X SMAP (2005)
- AKBingo! (2013–)
- AKB48 no Anta Dare? (AKB48のあんた、誰?) ( AKB48 の あ ん た 、 誰? ) (2013-)
- Ariyoshi AKB Kyowakoku (有吉AKB共和国)  (2014-2016)
- AKB Nemousu TV (AKBネ申テレビ)  (2014–)
- AKB de Arubaito (AKBでアルバイト)  (2014)
- AKB Shirabe (※AKB調べ)  (2014-2015)

### Dramas de TV
- Toshiie and Matsu (利家とまつ)  (2002), jovem Hatsu
- Wedding Planner (ウエディングプランナー)  (2002), Filha de Yumi
- Injusta (2006), Sato Mio[23]
- Iryu (医龍)  (2006), Fujiyoshi Juri
- Papa no Namida de Ko wa Sodatsu (パパの涙で子は育つ)  (2007), Kawamura Kaya
- Flight Panic (フライトパニック)  (2007)
- Hataraki Man (働きマン)  (2007)
- Sailor Zombie (セーラーゾンビ)  (2014), zumbi gigante (Ep 2) [24]
- Majisuka Gakuen 4 (マジすか学園4)  (2015), Jisedai (Equipe Hinabe) [25]
- Majisuka Gakuen 5 (マジすか学園5)  (2015), Jisedai (Equipe Hinabe) [26]
- AKB Horror Night: Adrenaline's Night (AKBホラーナイト アドレナリンの夜) レナリンの夜 Ep.21 - Big Sister (2015), Ikuko
- Gekijōrei Kara no Shōtaijō (劇場霊からの招待状)  Episódio 8 (2015) como Mayu Izumi[27]
- AKB Love Night: Love Factory (AKBラブナイト 恋工場) 工場 Ep.37 - Perigosas de dois lugares (2016), Mirai
- Crow's Blood (クロウズ ブラッド)  (2016), Nami Katayama
- Cabasuka Gakuen (キャバすか学園)  (2016), Jisedai (Fugu)
- Tofu Pro-Wrestling (豆腐プロレス)  (2017), Mion Mukaichi / Morango Mukaichi, Amora Preta
- Majimuri Gakuen (マジムリ学園)  (2018), Bara / Ikumi Kuwabara

### Revistas
- Love Berry, Tokuma Shoten 2001-2012 e 2015-, como modelo exclusiva desde dezembro de 2015[7]